# Timonidas

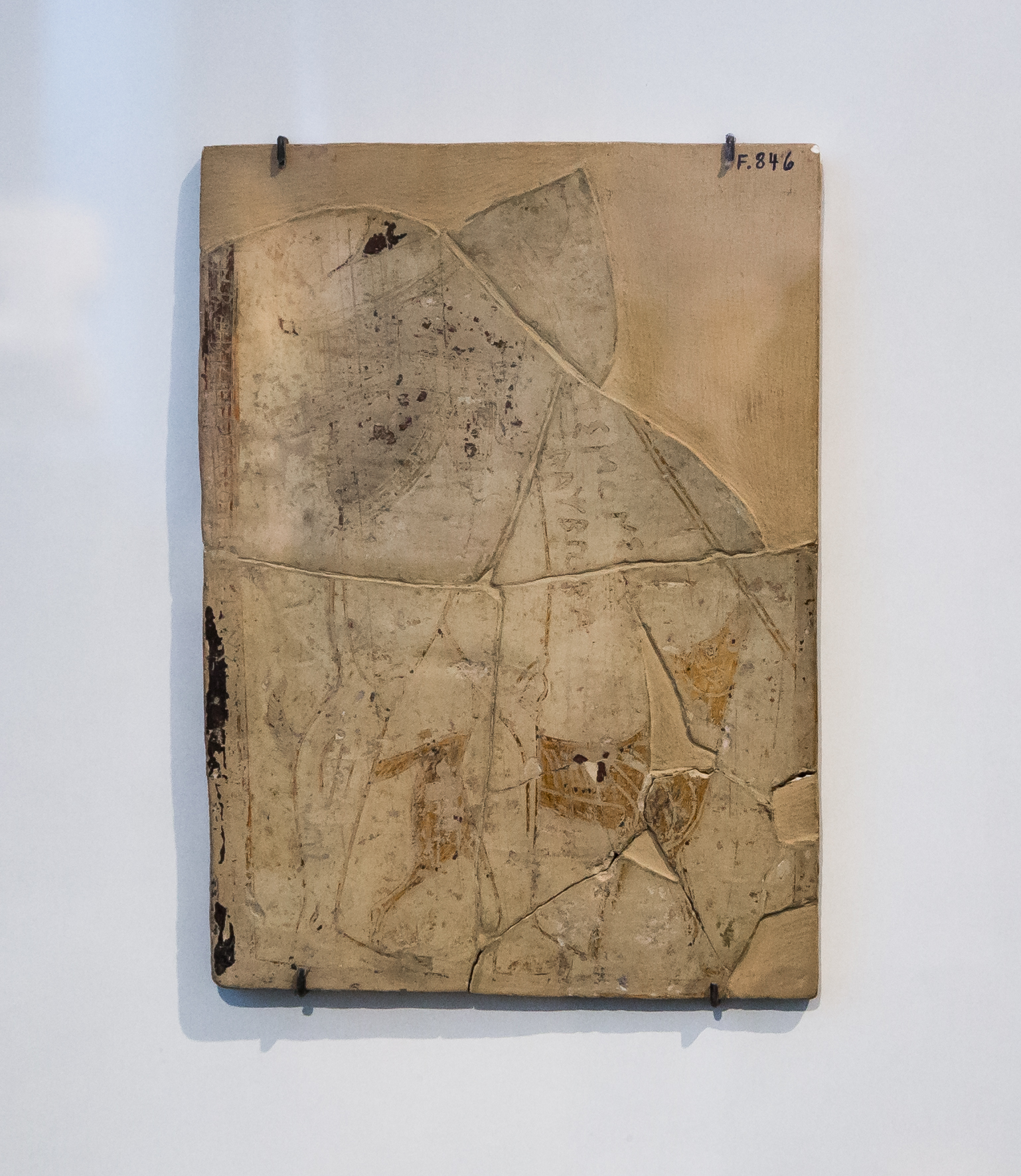
Pinax F 846, Antikensammlung Berlin

Timonidas war ein griechischer Vasenmaler, tätig in Korinth im 2. Viertel des 6. Jahrhunderts v. Chr.
Timonidas ist nur durch seine Signatur auf einer mittelkorinthischen Tonflasche aus Kleonai, heute in Athen sowie einem fragmentierten Pinax aus Penteskouphia, das er mit seinem Vatersnamen Bias signierte, heute in Berlin bekannt. Der bedeutende polychrom arbeitende Vasenmaler des korinthischen Stils arbeitete um 580 v. Chr. Auf der Flasche ist Achilleus zu sehen, der Troilos auflauert. Zudem sieht man Priamos und Polyxena sowie weitere Trojaner. Die Tontafel ist auf der einen Seite mit einem Jäger und seinem Hund bemalt, auf der anderen Seite war wohl Poseidon dargestellt. Dem Gott war die Tafel laut einer Inschrift geweiht.